# Bell-Nunatak
Der Bell-Nunatak (spanisch Nunatak Bell) ist ein Nunatak an der Oskar-II.-Küste des Grahamlands auf der Antarktischen Halbinsel. Er ragt unmittelbar neben dem Dewis-Nunatak in einer Gruppe von Nunatakkern am nordöstlichen Ende der Jason-Halbinsel auf.
Argentinische Wissenschaftler benannten ihn. Der weitere Benennungshintergrund ist nicht hinterlegt.